# Gwynne Shotwell
Gwynne Shotwell (Rowley, 23 de novembro de 1963) é uma empresária Americana. Gwynne Shotwell é Presidente e Chief Operating Officer na SpaceX (Space Exploration Technologies Corporation), onde ela é responsável pelo dia-a-dia das operações e o crescimento da empresa.
A SpaceX é uma corporação dos Estados Unidos que provê serviços de transporte espacial para o governo Americano e clientes comerciais. Em 2020 ela é listada como a 55º mulher mais poderosa do mundo pela Forbes.

## Juventude
Shotwell nasceu em Evanston, Illinois, como a filha do meio de um cirurgião cerebral e uma artista, além de ter sido criada em Libertyville. Ela recebeu, com honras, um Bachelor of Science e um Master of Science em Engenharia mecânica e Matemática aplicada da Universidade do Noroeste.

## Carreira Profissional

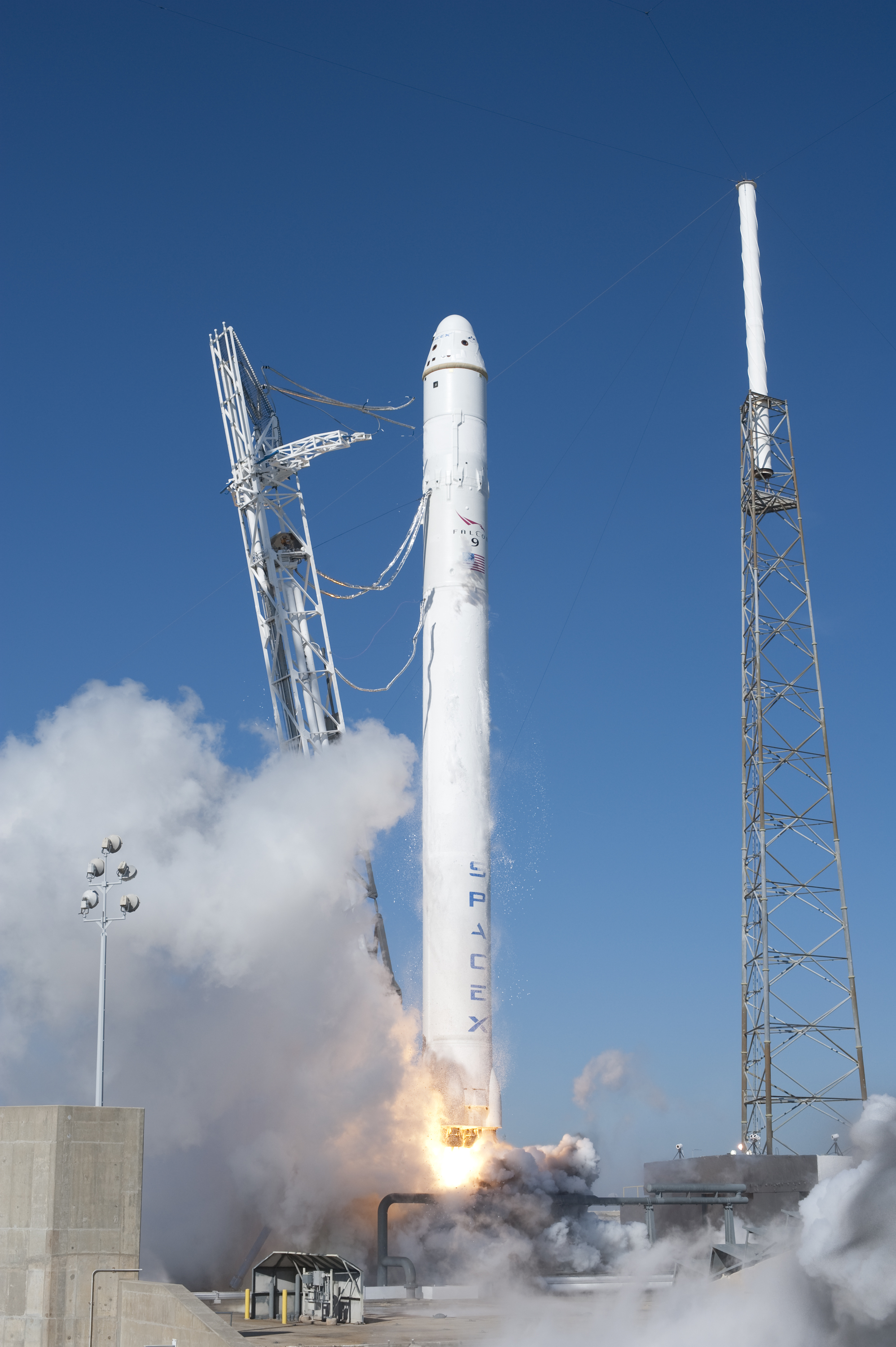

Shotwell originalmente planejava trabalhar na indústria automotiva e se matriculou no programa de MBA da Chrysler Corporation (agora Fiat Chrysler Automobiles) mas queria uma experiência mais prática numa posição de engenharia e não permaneceu na indústria.
Em 1988, começou a trabalhar no centro de pesquisa de El Segundo da The Aerospace Corporation, e realizou trabalho técnico em contratos de pesquisa e desenvolvimento em military space. Durante seus dez anos no cargo ela trabalhou em análise térmica, enquanto “escrevia dúzias de papers em uma variedade de assuntos incluindo design de pequenas espaçonaves conceituais, modelo de assinatura de alvo infravermelho, integração do ônibus espacial e riscos operacionais para veículo de reentrada”.
Querendo “fabricar, e construir uma espaçonave”, em 1998 ela deixou a Aerospace Corp. para se tornar a “diretora da divisão de sistemas espaciais na Microcosm Inc, uma fabricante de foguetes de baixo custo em El Segundo”. Lá, ela serviu no comitê executivo e era responsável pelo desenvolvimento de negócios.
Em 2002 Shotwell se juntou a SpaceX, uma empresa de exploração espacial privada comercial fundada por Elon Musk no mesmo ano, como vice presidente de desenvolvimento de negócios, e tendo recebido uma cadeira no quadro de diretores. Ela foi a empregada número 11. A empresa constrói a família de foguetes Falcon que já foram lançados mais de 50 vezes representando por volta de $5 Bilhões de dólares em receita. Shotwell é agora a presidente e COO da SpaceX, responsável pelas operações do dia-a-dia e gerenciar todos os clientes e relacionamentos estratégicos para manter o crescimento da empresa.
Em dezembro de 2010 a SpaceX se tornou a primeira empresa privada a lançar, orbitar e recuperar uma nave de forma bem sucedida. Também tem um contrato multibilionário com a NASA para levar astronautas e equipamentos científicos para a ISS. No dia 30 de maio de 2020 a SpaceX se tornou a primeira empresa privada a lançar dois astronautas para a órbita da Terra. A SpaceX também está trabalhando na próxima geração do sistema de transporte para levar pessoas à Marte num futuro próximo.
No dia 6 de fevereiro de 2019 a Polaris Industries anunciou que a Shortwell se juntaria ao grupo de diretores no dia 1 de março de 2019.
Shotwell participa numa variedade de programas relacionados com STEM, incluindo o Frank J. Redd Student Scholarship Competition.

## Alcance público
Shotwell fez um TEDx Talk no TEDxChapmanU em junho de 2013 sobre a importância da ciência, tecnologia, engenharia e matemática. Ela palestra para pessoas do mundo de negócios com regularidade e deu uma palestra para a série "Capitães da Indústria" na Brent Scowcroft Center on International Security em junho de 2014 sobre conquistas privadas na tecnologia aeroespacial.
No TED em 2018, Shotwell foi entrevistada por Chris Anderson sobre os planos futuros da SpaceX.
No Grace Hopper Celebration of Women in Computing do dia 28 de setembro de 2018, sua palestra foi chamada de "Lançando Nosso Futuro" e ela discutiu sua visão e avanços para tecnologia aeroespacial, como também o motivo da necessidade da diversidade e inclusão feminina para avançarmos como uma sociedade.

## Homenagens e prêmios
- 2012: Women in Technology International Hall da fama[10]
- 2017: Satellite Executive of the Year[13]
- 2018: Forbes' America's Top 50 Women In Tech[14]
- 2020: Time 100 most influential people[15]
- 2020: Satellite Executive of the Year[16]
- 2020: Elected a member of the National Academy of Engineering in 2020 for bringing affordable, commercially competitive space transportation to NASA and the US National Security Space Launch.